# Danyang (Korea Południowa)
Powiat Danyang (kor. 단양군, Danyang-gun) - powiat znajdujący się w prowincji Chungcheong Północny w Korei Południowej.

## Symbole
- Ptak - Sroka
- Kwiat - Azalia
- Drzewo - Cis

## Warto zobaczyć
- Góra Sobaek - wys. 1300 m n.p.m.
- Todam Sambong
- Świątynia Kuin (Kuinsa)
- Pagoda Hyangsan
- Monument Choksong-bi - wykonany w trakcie panowania króla Jinheunga (okres Silla), najstarszy w Korei, znaleziony przez archeologów z Uniwersytetu Tanguk w 1978
- Dolina Namch'on
- Suyanggae